# Ornö

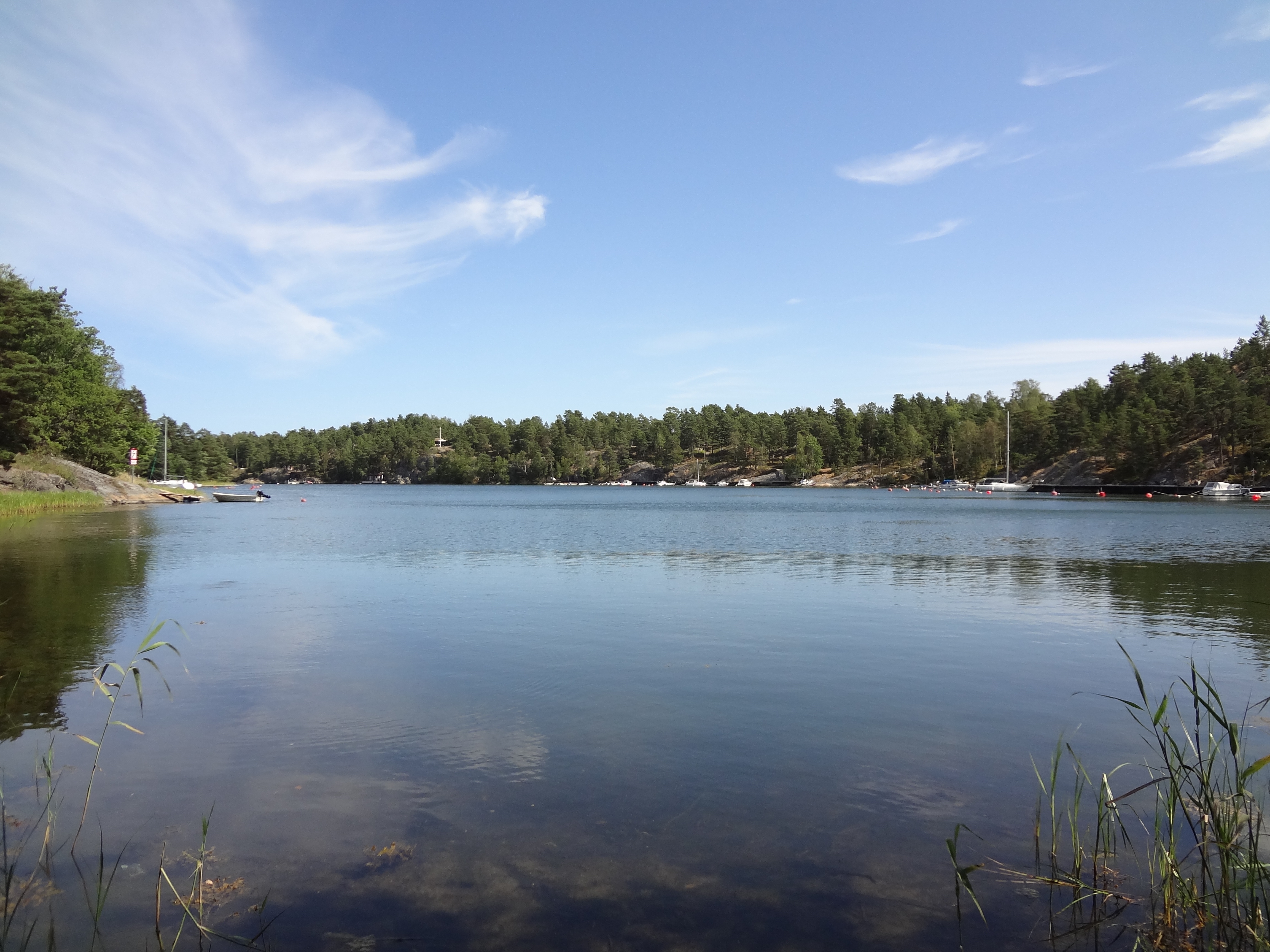
Söderviken, ein Ferienhausgebiet an der östlichen Seite der Insel

Ornö ist mit fast 49 km², 3–4 km Breite und etwa 15 km Länge, die größte Insel im südlichen Stockholmer Schärengarten und gehört zur Gemeinde Haninge in Stockholms län.
Ornö ist mit dem Festland durch eine von der Gesellschaft Waxholmsbolaget betriebene Fähre von Dalarö nach Hässelmara – ca. 30 Minuten – im Nordwesten der Insel und zu anderen Anlegestellen verbunden. Auf der Insel leben etwa 300 ständige Bewohner; im Sommer kann sich ihre Zahl vervielfachen. Es gibt mehrere größere Ferienanlagen mit Stugas (Ferienhäusern).
Jährlich Ende Mai findet eine Segelregatta namens Ornö Runt mit einer großen Teilnehmerzahl statt. Die Regattastrecke führt u. a. an den benachbarten Inseln Utö und Fjärdlång entlang.
Ornö war bis April 1997 militärisches Sperrgebiet, Ausländer haben erst seitdem Zutritt. Es gibt aber noch immer vereinzelte Betretens- und Fotografierverbote.
Eine Besiedlung ist bereits für die Bronzezeit nachzuweisen, in der Gegend von Hässelmara gibt es Steinsetzungen. Im Mittelalter gab es Eisenerz-Abbau, 1914–1965 wurde Feldspat gewonnen.
Die Fauna verzeichnet Elch und Rothirsch, Mäusebussard, See- und Fischadler und auf manchen Seen Prachttaucher.